# Brandenburgs domkyrka
Brandenburgs domkyrka, formellt Dom St. Peter und Paul zu Brandenburg an der Havel, är en domkyrka belägen i staden Brandenburg an der Havel i förbundslandet Brandenburg i Tyskland. Kyrkan är det äldsta bevarade byggnadsverket i tegelgotik i förbundslandet Brandenburg och började uppföras 1165. Historiskt har kyrkan en viktig roll som en av de första kyrkorna i Mittelmark och utgångspunkt för 1100-talets tyska kolonisation av Markgrevskapet Brandenburg. Kyrkan är belägen på Dominsel i floden Havel, i nordöstra utkanten av den medeltida stadskärnan.

## Historia
För platsens äldre historia, se även Brandenburg an der Havel.
År 928 erövrade Henrik I av Sachsen platsen som då var en slavisk befäst bosättning, Brandenburg, tillhörande hevellerna. I mitten av 900-talet grundade kejsaren Otto I det första biskopsdömet på platsen. Enligt biskopen Wilmars krönika från år 1170 ska ett kyrkobygge ska också ha påbörjats på 900-talet, som avbröts i samband med den stora slaviska revolten år 983, då biskopsdömet återerövrades av hevellerna.
År 1157 kom området åter under tysk överhöghet genom Albrekt Björnens erövring av Brandenburg. Kyrkan började uppföras 1165, på platsen för den tidigare slaviska befästningen på öns högsta punkt. Kyrkan övertog då rollen som biskopssäte från S:t Gotthardtskyrkan i den äldsta stadsdelen, Altstadt, och i anslutning uppfördes även ett kloster tillhörande Premonstratensorden. Biskoparnas privata residens flyttades dock snart till Pritzerbe och därefter till Ziesar. Fram till den protestantiska reformationen 1527 var kyrkan säte för det romersk-katolska biskopsdömet Brandenburg. Sedan reformationen har kyrkan ett evangeliskt domkapitel, men fungerar inte längre som biskopssäte.
Under 1800-talet genomgick kyrkan en omfattande räddningsaktion och renovering, under ledning av arkitekten Karl Friedrich Schinkel. Under revolutionsåret 1848 var kyrkan tillfälligt värd åt Preussiska nationalförsamlingen.

## Byggnadens utförande

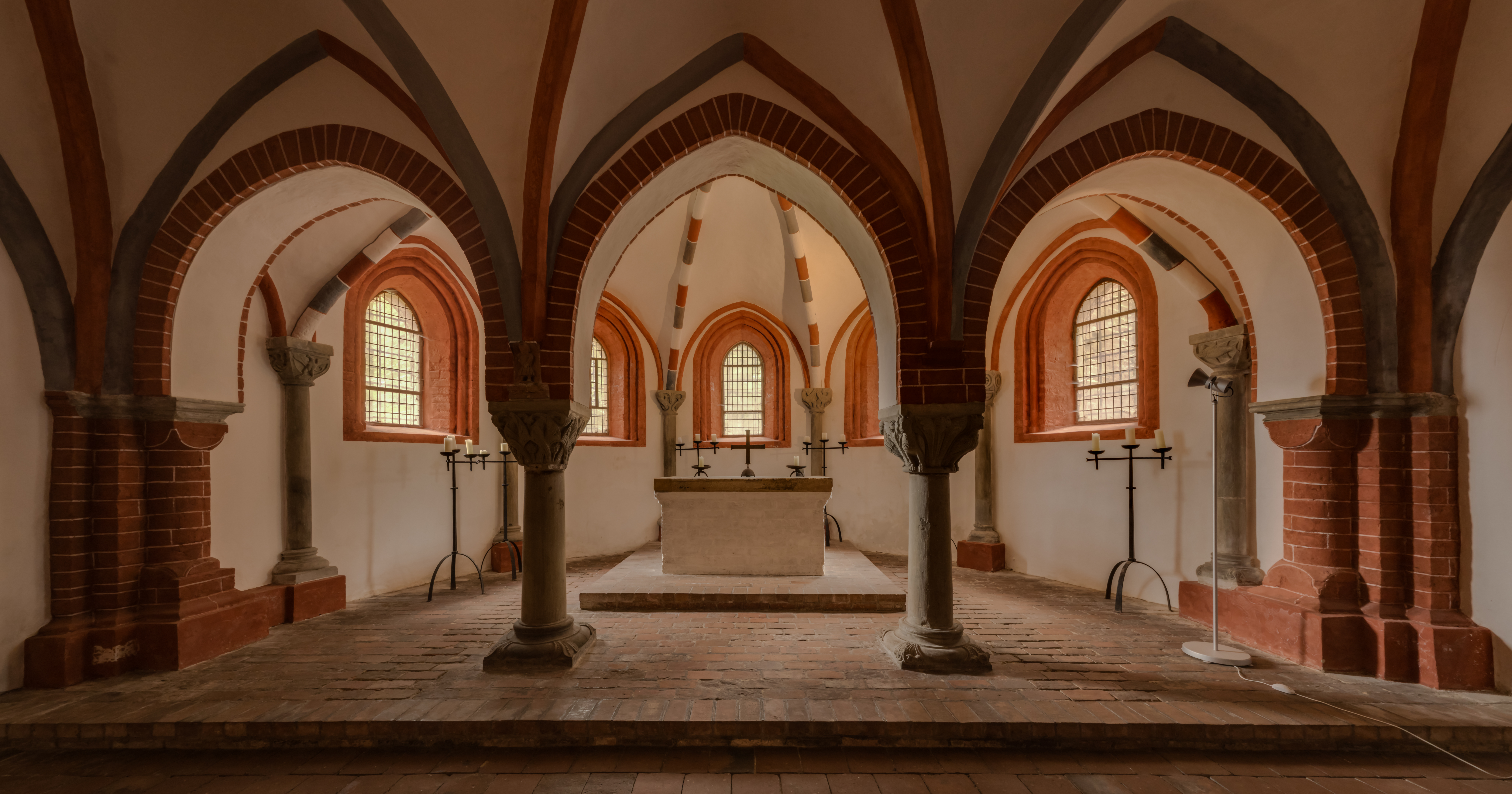
Kryptan

Kyrkan står på ojämn grund med föränderlig grundvattennivå och delvis ovanpå äldre kulturlager från den tidigare slaviska befästningen på platsen. Som en följd av detta led kyrkobygget redan tidigt av byggnadsstatikproblem och av byggtekniska och finansiella skäl färdigställdes endast det norra tornet vid västgaveln. Under Schinkels ombyggnad på 1800-talet fick västfasaden sitt nuvarande utseende. Genom ombyggnaden kom den medeltida Davidsstjärnan som pryder den gamla västgaveln att skymmas från kyrkans framsida, och stjärnan syns endast tydligt från längre avstånd.
Huvudingången vid långhusets gavel kantas av krigare i kalksten. Där finns även avbildningar av en räv som predikar för gäss, apor som spelar schack och en medeltida byggarbetsplats. Långhuset är uppfört i senromansk och tidig gotisk stil och försågs senare med två sidoskepp. Skeppen hade ursprungligen trätak men försågs senare med gotiska valv.
Från korsmitten går enskeppiga tvärskepp ut åt nord och syd. Högkoret är utfört i höggotisk stil. Under högkoret finns en tvåskeppig och fyrvalvad krypta, vars romanska pelare är utsmyckade med grotesker.
På den norra sidan av kyrkan ligger den anslutande klosterbyggnaden,  med refrektorium, dormitorium och en korsgång som omsluter en trädgård. Den västra flygeln av den kvadratiska anläggningen revs på 1700-talet för att ge plats åt Ritterakademies byggnad.

## Nuvarande verksamhet
Idag tillhör domkyrkoförsamlingen den unierade Evangeliska kyrkan i Berlin-Brandenburg-Schlesische Oberlausitz, som är del av Tysklands evangeliska kyrka. I anslutning till kyrkan finns ett domkyrkomuseum med konstföremål från kyrkans historia. Domkyrkoarkivet har fungerat kontinuerligt sedan 1161 och är därmed det äldsta arkivet i det historiska markgrevskapet Brandenburg. Arkivet är en av de viktigaste historiska källorna kring 1100-talets och 1200-talets tyska expansion österut under Ostsiedlung-perioden i Brandenburg, och innehåller många dokument kring grundandet av nya städer i regionen, bland annat Berlin.
Sedan 2006 finns en åter en gymnasieskola i anslutning till domkyrkan, som efterföljare till den 1704 grundade Ritterakademie.